# Hafenhofen

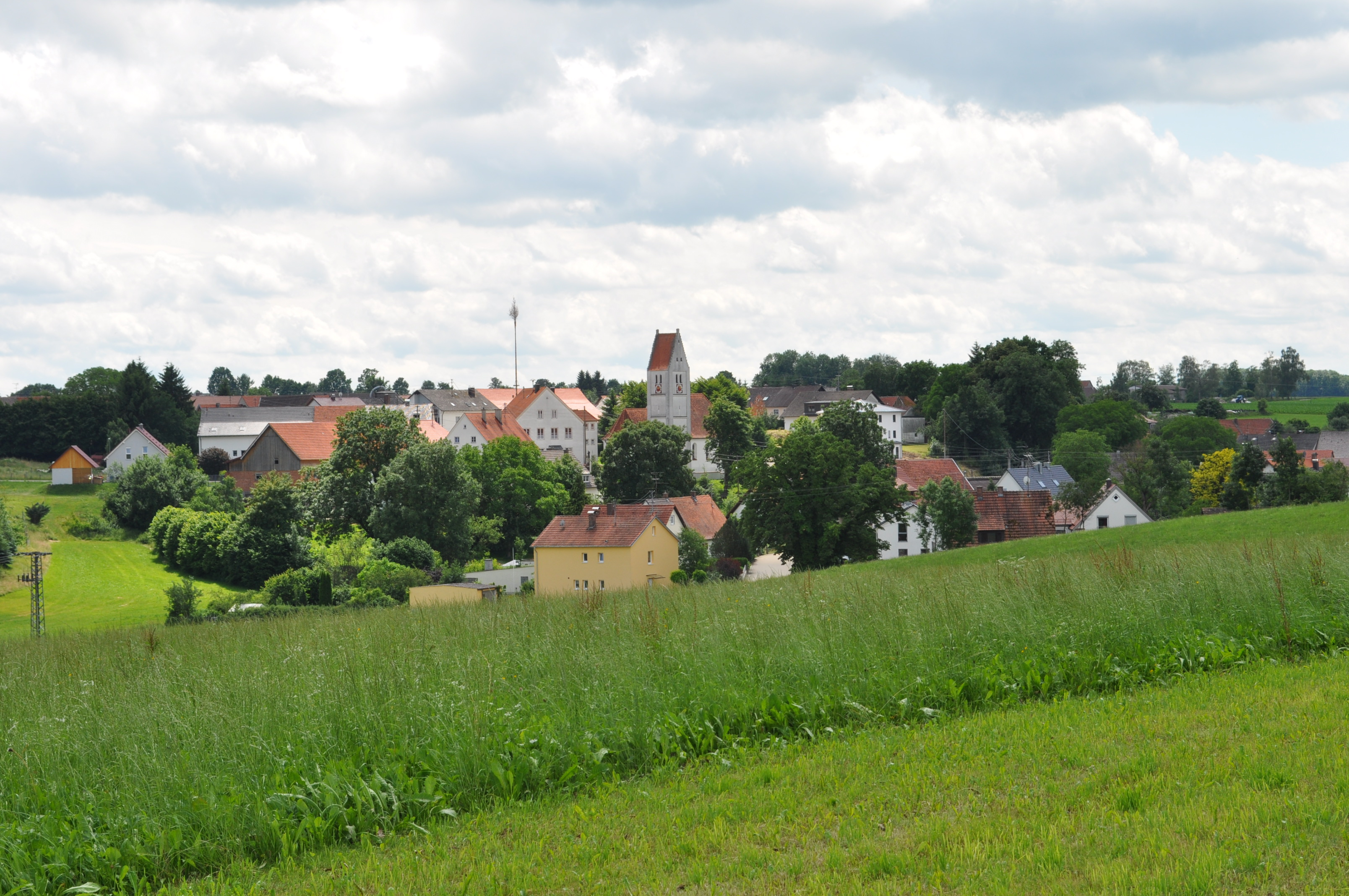
Hafenhofen von Norden

Hafenhofen ist ein Kirchdorf und ein Gemeindeteil von Haldenwang im schwäbischen Landkreis Günzburg in Bayern.

## Geographie
Hafenhofen liegt auf 501 m ü. NHN zwischen dem Glött- und dem Mindeltal. 
Das Dorf, circa zwei Kilometer nordöstlich von Haldenwang, ist über die Kreisstraße GZ 10 zu erreichen.

## Geschichte
Der Ort wird erstmals als „Havinhovin“ Ende des 12. Jahrhunderts genannt, als Adalbert von Bopfingen ein Gut im Ort bei seinem Eintritt in die Abtei Neresheim dem Kloster schenkte.

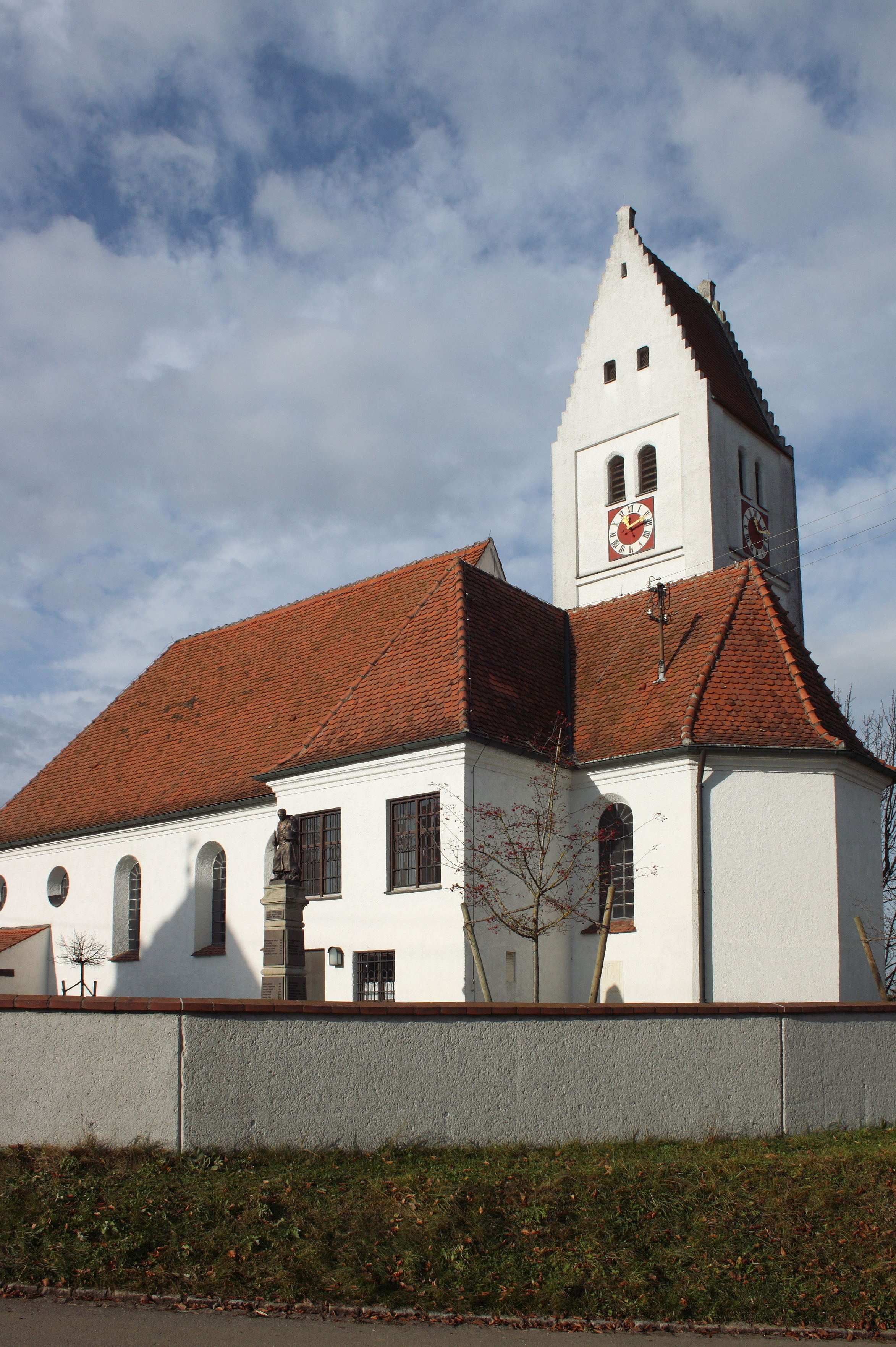
Kirche St. Peter und Paul

Im späten 13. Jahrhundert war Hafenhofen Sitz eines sich nach dem Ort nennenden Adelsgeschlechts, von dem nur der in markgräflich-burgauischen Diensten stehende Ulrich von Hafenhofen bekannt ist. Im Spätmittelalter war der Besitz im Ort stark zersplittert. Anteile hatten die Herren von Westernach, die Herren von Steinheim sowie die Herren von Hasberg.
Im Jahr 1560 kam Hafenhofen an Anton Fugger. Hafenhofen wurde ein Zubehör der Fuggerschen Herrschaft Glött.
1972 wurde die Gemeinde Eichenhofen in die Gemeinde Hafenhofen eingegliedert. Zum 1. Januar 1976 wurde die Gemeinde Hafenhofen aufgelöst und vollständig nach Haldenwang eingemeindet. Am 1. Januar 2018 hatte das Dorf 354 Einwohner.

## Sehenswürdigkeiten
Siehe auch: Liste der Baudenkmäler in Hafenhofen
- Katholische Pfarrkirche St. Peter und Paul
- Pfarrhaus, erbaut 1736

## Söhne des Ortes
- Albert Kaifer (1893–1962), Politiker (BVP, CSU)